# UFC 130
UFC 130: Rampage vs. Hamill est un évènement de MMA organisé par l'Ultimate Fighting Championship le 28 mai 2011, s'étant tenu à la MGM Grand Garden Arena à Paradise dans le Nevada.

## Programme officiel des combats

### Programme principal
- Light Heavyweight bout:  Quinton Jackson vs.  Matt Hamill
- Heavyweight bout:  Frank Mir vs.  Roy Nelson
- Heavyweight bout:  Stefan Struve vs.  Travis Browne
- Welterweight bout:  Thiago Alves vs.  Rick Story
- Middleweight bout:  Brian Stann vs.  Jorge Santiago

### Programme préliminaire (Spike TV)
- Bantamweight bout:  Miguel Torres vs.  Demetrious Johnson
- Middleweight bout:  Kendall Grove vs.  Tim Boetsch

### Programme préliminaire (Facebook)
- Lightweight bout:  Gleison Tibau vs.  Bart Palaszewski
- Bantamweight bout:  Michael McDonald vs.  Chris Cariaso
- Bantamweight bout:  Renan Barão vs.  Cole Escovedo